# Pacific Conference Games
Die Pacific Conference Games waren Leichtathletikveranstaltungen, die zwischen 1969 und 1985 alle vier Jahre stattfanden. An den ersten Pacific Conference Games waren Australien, Kanada, Japan, Neuseeland und die Vereinigten Staaten beteiligt, ab 1981 waren sie offen für Athleten aller Nationen.
Während der Sommer-Universiade 1967 in Tokio fand ein Treffen von japanischen Sportfunktionären mit ihren Kollegen aus anderen westlichen Nationen der Pazifikküste statt. Man beschloss eine zweitägige Leichtathletikveranstaltung, die jeweils ein Jahr nach den Olympischen Sommerspielen stattfinden sollte. Es wurde in zeitgenössischen Berichten erwähnt, dass dieses begrenzte Format vorgeschlagen wurde, um die Sowjetunion auszuschließen, welche die Universiade in Tokio boykottiert hatte.
| Ausgabe | Jahr | Datum              | Stadion                 | Stadt        | Disziplinen |
| ------- | ---- | ------------------ | ----------------------- | ------------ | ----------- |
| I       | 1969 | 26.–27. Sep.       | Olympiastadion          | Tokio        | 32          |
| II      | 1973 | 27.–28. Juni       | Centennial Park Stadium | Toronto      | 32          |
| III     | 1977 | 3.–4. Dez.         | Bruce Stadium           | Canberra     | 34          |
| IV      | 1981 | 31. Jan. – 1. Feb. | Queen Elizabeth II Park | Christchurch | 37          |
| V       | 1985 | 22.–23. Juni       | Edwards Stadium         | Berkeley     | 37          |